# Etikprövningsmyndigheten
Etikprövningsmyndigheten  är en statlig förvaltningsmyndighet i Sverige för etisk prövning av forskning på människor. Den inrättades 1 januari 2019 och ersatte de tidigare etikprövningsnämnderna. Myndighetens arbete är fördelat på sex orter: Göteborg, Linköping, Lund, Stockholm, Umeå och Uppsala.

## Historik

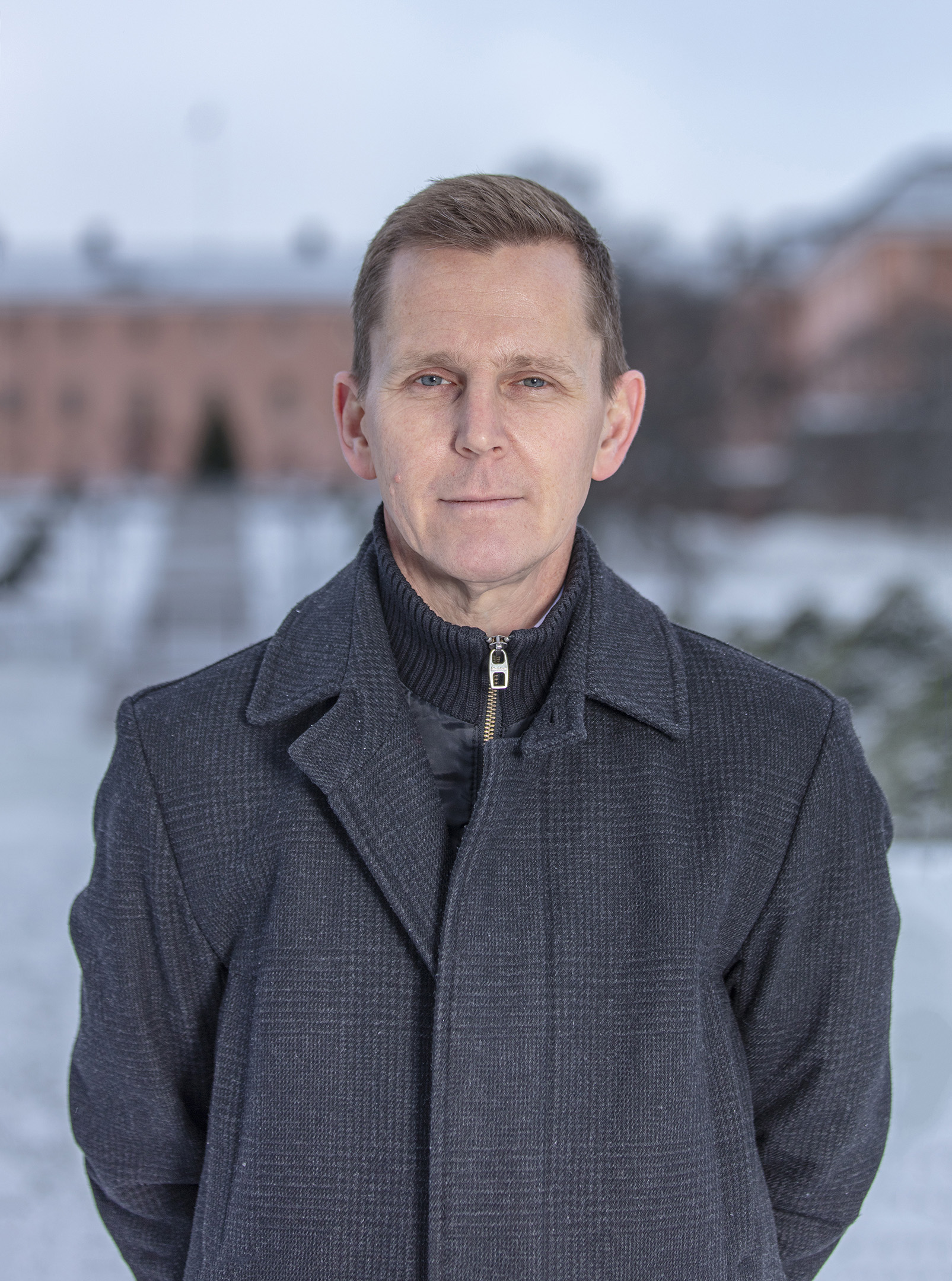
Johan Modin

Sedan 1960-talet har etikprövning i organiserad form utförts i Sverige. 1 januari 2004 inrättades sex regionala etikprövningsnämnder på universitetsorterna Göteborg, Linköping, Lund, Umeå, Uppsala och Stockholm. Tidigare sökte forskaren på en regional nämnd som var kopplad till ett universitet, ofta samma som man jobbade på. Ansökningarna gjordes på papper i 17 kopior, men från och med 1 januari 2019 görs alla ansökningar digitalt. Ansökningarna sker också centralt och fördelas jämnt mellan de olika verksamhetsregionerna med inriktning på ett så snabbt avgörande som möjligt.
Antalet etikprövningar har ökat genom åren. 2017 gjordes 6611 ansökningar till de regionala etikprövningsnämnderna.
2017 beslutade regeringen att inrätta den nya myndigheten (proposition 2017/18:45) som började sin verksamhet 1 januari 2019.

### Direktörer
| 2018- | Johan Modin |

## Organisation
Etikprövningsmyndigheten har cirka 20 anställda och 500 ledamöter. Besluten fattas av ledamöter med vetenskaplig kompetens, men där finns även ledamöter som inte företräder forskningen utan är representanter för allmänna intressen. Ledamöterna är fördelade på de sex regionala kontoren.  Arbetet leds av en direktör som är stationerad på huvudkontoret i Uppsala.

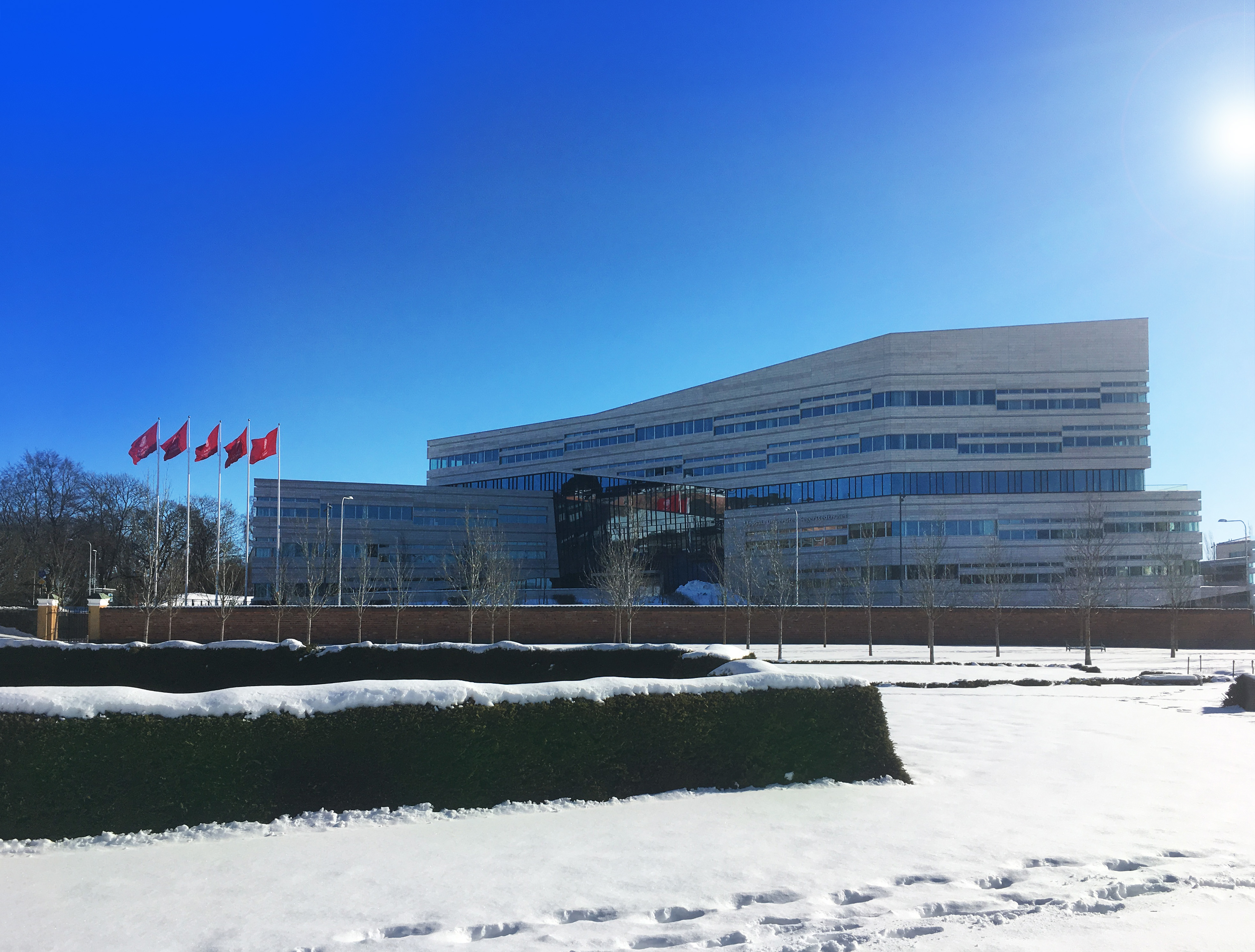
Myndighetens huvudkontor ligger i Segerstedthuset, Uppsala

Överklagandenämnden för etikprövning (före 1 januari 2019 var namnet "Centrala etikprövningsnämnden", CEPN), prövar överklaganden av Etikprövningsmyndighetens beslut eller ärenden som överlämnas från myndigheten. Överklagandenämnden har därutöver tillsyn över att reglerna om etikprövning följs av forskarna. Det är samma myndighet som före 1 januari 2019 hade ansvar för de regionala etikprövningsnämnderna.

## Etikprövning
Etikprövningsmyndigheten prövar forskning som görs på människa. Andra instanser prövar forskning på djur. Forskare ska inte bara ansöka om etikprövning för forskning på levande människor, utan även vid forskning av vävnadsprover från levande eller avlidna människor. Ytterligare ett område som ska prövas är när forskning rör behandling av känsliga personuppgifter. Det betyder att det inte bara är medicinsk forskning som ska prövas utan alla forskningsfält där man forskar på människor.
Innan forskaren påbörjar sitt projekt ska ansökan skickas in för godkännande. De större forskningsfinansiärerna i Sverige ställer dessutom krav på att projektet ska genomgått etisk prövning. Från och med 1 januari 2019 sker prövningen digitalt via systemet Prisma. Underlaget som behövs är ofta omfattande. Utöver bland annat forskningsplan, information om forskningsdeltagare och samtyckesblanketter, behöver man detaljerat beskriva hur forskningen påverkar dem som deltar och nyttan med forskningen.
Myndighetens uppgift är att skydda forskningspersonen, det vill säga den individ som det forskas på (ofta kallad "försöksperson"). Myndigheten väger risken för deltagarna mot nyttan av ny kunskap. Ett godkännande av ett projekt kan förenas med vissa villkor. Ett godkänt forskningsprojekt måste påbörjas inom två år från godkännandet.

## Myndighetens symbol
Myndighetens symbol är framtagen av formgivaren Tomas Rudström och symboliserar en individ som skyddas av ett ramverk. 